# Trochosa mundamea
Trochosa mundamea este o specie de păianjeni din genul Trochosa, familia Lycosidae, descrisă de Roewer, 1960. Conform Catalogue of Life specia Trochosa mundamea nu are subspecii cunoscute.